# Krepelnetz
Das Netz (lateinisch: rete) war bei Gladiatorenkämpfen die Hilfswaffe des Retiarius oder Retiariers, eines Typus der Gladiatoren. Ein veralteter Ausdruck für dieses Netz ist Krepelnetz (von lat. crepax „knisternd“, „raschelnd“).
Da der Retiarius kaum gepanzert war und ansonsten nur mit Langdolch und Dreizack kämpfte, war das Netz am besten geeignet, seine taktischen Defizite auszugleichen.